# Dornier Do 17
Dornier Do 17, đôi khi còn gọi là Fliegender Bleistift (tiếng Đức: "bút chì bay"), là một loại máy bay ném bom hạng nhẹ của Đức trong Chiến tranh thế giới II, do công ty của Claudius Dornier là Dornier Flugzeugwerke chế tạo. Nó được thiết kế làm một Schnellbomber ("máy bay ném bom nhanh"), về lý thuyết đây là một máy bay ném bom hạng nhẹ có thể bay nhanh hơn các máy bay tiêm kích bảo vệ mục tiêu bị ném bom.

## Biến thể
Do 17 V1 to V15
Mẫu thử của Do 17.
Do 17E
Biến thể ném bom đầu tiên
Do 17F
Phiên bản trinh sát của Do 17E
Do 17J
Do 17K
Do 17L
Do 17M
Do 17P
Do 17R
Do 17S
Do 17U
Do 17Z

## Quốc gia sử dụng
Bulgaria
- Không quân Bulgaria[4]

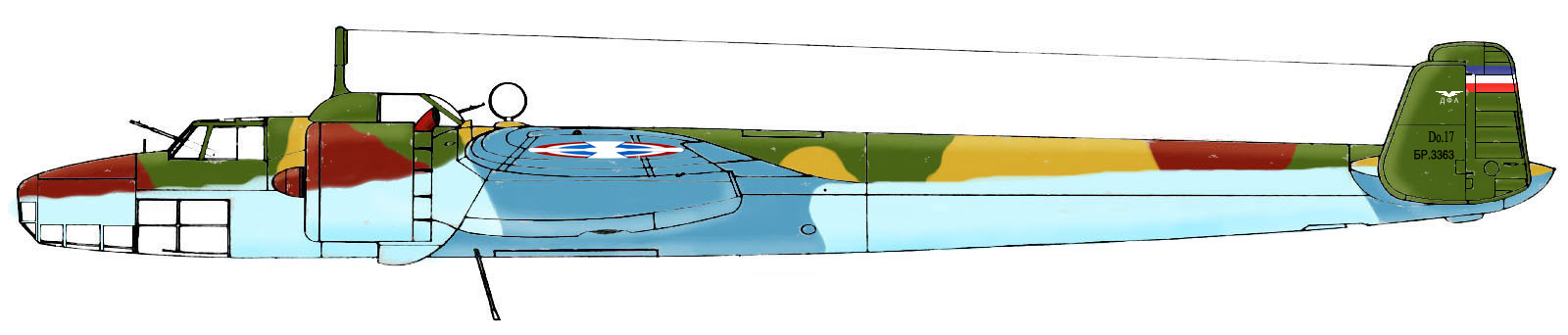
Do 17K, Không quân Hoàng gia Nam Tư

 Independent State of Croatia
- Không quân Nhà nước Độc lập Croatia (Zrakoplovstvo Nezavisne Države Hrvatske)[5]

 Phần Lan
- Không quân Phần Lan[6][7]

 Germany
- Luftwaffe

 Hungary
- Không quân Hoàng gia Hungary[8]

 Italy
- Regia Aeronautica[9]

 Romania
- Không quân Hoàng gia Romania[10]

 Nhà nước Tây Ban Nha
- Không quân Tây Ban Nha[11][12]

 Thụy Sĩ
- Không quân Thụy Sĩ[13]

 Kingdom of Yugoslavia
- Không quân Hoàng gia Nam Tư

 Anh Quốc
- Không quân Hoàng gia[14][15][16]

 United States
- Không quân Lục quân Hoa Kỳ[17][18]

## Tính năng kỹ chiến thuật (Do 17 Z-2)
Aircraft of the Third Reich, Fighters and Bombers of World War II và Do 17 Z-2 Baubeschreibung, April 1938

### Đặc điểm riêng
- Tổ lái: 4
- Chiều dài: 15,8 m (51 ft 10 in)
- Sải cánh: 18 m (59 ft 1 in)
- Chiều cao: 4,56 m (15 ft 0 in)
- Trọng lượng rỗng: 5.210 kg (11.486 lb)
- Trọng lượng cất cánh tối đa: 8.837 kg (19.482 lb)
- Động cơ: 2 × Bramo 323P, 1.000 PS (986 hp, 736 kW) mỗi chiếc

### Hiệu suất bay
- Vận tốc cực đại: 350 km/h (217 mph; 189 kn) trên mực nước biển
- Vận tốc hành trình: 300 km/h (186 mph; 162 kn)
- Bán kính chiến đấu: 660 km (410 mi; 356 nmi)
- Trần bay: 8.200 m (26.903 ft)
- Lực nâng của cánh: 156 kg/m² (32 lb/sq ft)
- Lực đẩy/trọng lượng: 0,170 kW/kg (0,11 hp/lb)

### Vũ khí
- 6 súng máy MG 15 7,92 mm (0.312 in)
- 1.000 kg (2.205 lb) bom